# Криванський поток
Криванський поток (словац. Krivánsky potok) — річка в Словаччині, права притока Іпеля, протікає в округах Детва і Лученець.
Довжина — 48,2 км; площа водозбору 204 км².
Витік знаходиться в масиві Оструожки на висоті 670 метрів. Впадають Бзовський потік; Тугарський потік; Доброчський потік; Будінський потік; Слатінка і Псота.
Впадає в Іпель біля села Требельовце.